# Баянтэс
Баянтэс (монг. Баянтэс) — сомон аймака Завхан в западной части Монголии. Численность населения по данным 2010 года составила 2 291 человек.
Центр сомона — посёлок Алтай, расположенный в 254 километрах от административного центра аймака — города Улиастай и в 1067 километрах от столицы страны — Улан-Батора.

## География
Сомон расположен в западной части Монголии. Граничит с соседними сомонами Асгат, Баянхайрхан и Тэс, а также с соседними аймаками Увс и Хувсгел и с Российской Федерацией. На территории Баянтэса располагаются горы Улаанхад, Тувд.
Из полезных ископаемых в сомоне встречаются железная и медная руда, плавиковый шпат.

## Климат
Климат резко континентальный. Средняя температура января -32 градусов, июля +17 градусов.

## Фауна
Животный мир Баянтэса представлен рысями, волками, лисами, медведями, кошками-манулами.

## Инфраструктура
В сомоне есть школа, больница, культурные, торговые и обслуживающие учреждения, метеостанция.